# Dana Kričfaluši
Dana Kričfaluši je česká chemička a vysokoškolská učitelka, v letech 2007 až 2015 děkanka Přírodovědecké fakulty Ostravské univerzity (PřF OU).

## Život
V mládí vystudovala obor učitelství chemie a fyziky na Pedagogické fakultě Ostravské univerzity (PdF). Poté začala působit jako odborná asistentka na Katedře chemie PdF (předtím na ní působila jako asistentka). V roce 1990 začala pracovat jako odborná asistentka na Katedře chemie Přírodovědecké fakulty Ostravské univerzity, celkem deset let působila jako tajemnice katedry. V roce 1997 se stala proděkankou PřF OU pro studijní činnost, v roce 2000 se habilitovala. Ve funkci proděkanky setrvala do února 2007; v březnu 2007 totiž začala působit jako děkanka PřF OU, když ve funkci nahradila Jiřího Močkoře. Ve funkci děkanky setrvala po dvě volební období do roku 2015, kdy ji nahradil Jan Hradecký.
V rámci své odborné činnosti se zabývá obecnou chemií, didaktikou oboru a pedagogikou v kontextu informačních technologií. Ve volném čase se věnuje mj. cestování. V roce 2006 jí byla udělena pamětní medaile. Kričfaluši působila i na Pedagogické fakultě Univerzity Karlovy.